# سام میلینگتون
سام میلینگتون (به انگلیسی: Sam Millington) بازیکن فوتبال انگلیسی است که به عنوان دروازه‌بان در طول دهه‌های ۱۹۲۰ و ۱۹۳۰ بازی کرده‌است که عمداً در باشگاه فوتبال چلسی بوده‌است.
میلینگتون در سال ۱۹۲۶ به باشگاه چلسی پیوست و به مدت ۶ فصل دروازه‌بان اول این تیم بود. این بازیکن نقش مؤثری در صعود چلسی به لیگ دسته اول انگلیس داشت اما در نهایت جای خود را ویک وودلی داد.
وی در فیلم مسابقه بزرگ در سال ۱۹۳۰ به همراه جک کوک، جورج میلس و اندرو ویلسون بازی کرده‌است.